# Kira Bulten
Kira Bulten (Elburg, Países Bajos, 12 de mayo de 1973) es una nadadora retirada especializada en pruebas de estilo braza. Fue medallista de bronce en los Campeonato Europeo de Natación la prueba de 4x100 metros estilos en los años 1989 y 1991.
Representó a Países Bajos en los Juegos Olímpicos de Barcelona 1992.

## Palmarés internacional
| Campeonato Europeo de Natación | Campeonato Europeo de Natación | Campeonato Europeo de Natación | Campeonato Europeo de Natación |
| Año                            | Lugar                          | Medalla                        | Prueba                         |
| ------------------------------ | ------------------------------ | ------------------------------ | ------------------------------ |
| 1989                           | Bonn ( Alemania)               | Medalla de bronce              | 4x100 m estilos                |
| 1991                           | Atenas ( Grecia)               | Medalla de bronce              | 4x100 m estilos                |